# Mount Lysaght
Mount Lysaght ist ein 3755 m hoher Berg in der antarktischen Ross Dependency. Er ragt etwa 2,5 km nördlich des Mount Markham im nördlichen Teil der Queen Elizabeth Range des Transantarktischen Gebirges auf. 
Teilnehmer der Nimrod-Expedition (1907–1909) unter der Leitung des britischen Polarforschers Ernest Shackleton entdeckten ihn. Shackleton benannte den Berg nach seinem Freund Gerald Stuart Lysaght (1868–1951).